# Cutibacterium acnes
Cutibacterium acnes, llamado anteriormente Propionibacterium acnes, es un bacilo Gram-positivo, de crecimiento relativamente lento, no esporulante y anaerobio, aunque pueden tener aerotolerancia. Esta bacteria forma parte la microbiota normal de la piel, encontrándose principalmente en las partes más sebáceas donde se alimenta de los ácidos grasos secretados por las glándulas sebáceas.También puede encontrarse en todo el aparato digestivo del ser humano y de muchos otros animales. Su nombre se deriva de su capacidad de colonizar la piel y su relación con el acné.

## Papel en patologías
Diversos estudios han encontrado estrecha relación entre la presencia de C. acnes y el desarrollo de diversas infecciones como el acné, endocarditis e infecciones posquirúrgicas. El análisis de su genoma ha mostrado que contiene varios factores de virulencia que codifican para enzimas que degradan algunos componentes de la dermis y la epidermis, y otras proteínas que generan una respuesta inflamatoria del sistema inmune. También, en su genoma se encuentran genes relacionados con la producción de biofilms. Estas características permiten que C. acnes pueda adaptarse mejor a los cambios en el ambiente y que incluso pueda ser más resistente al tratamiento con algunos antibióticos.
Debido a que se encuentra en mayor abundancia en personas con acné, es catalogado como actor secundario en esta infección dérmica. Se ha encontrado que se encuentra en mayor abundancia en personas con esta patología, en comparación con personas con piel sana. No obstante, se ha observado que esta bacteria tiene funciones en el mantenimiento de la homeostasis de la piel y la prevención de colonización de patógenos. Además se ha observado que no solo la proliferación de C. acnes puede ser causante del acné, sino los cambios en las abundancias de otros géneros, especies y cepas que colonizan la piel.

## Resistencia y sensibilidad a antibióticos
Las bacterias del género Cutibacterium son resistentes a los nitroimidazoles, los aminoglucósidos, las sulfonamidas y la mupirocina. Algunas cepas de C. acnes han mostrado ser resistentes a antibióticos como las tetraciclinas, la clindamicina y la eritromicina. Estos antibióticos se encuentran en cremas o pomadas que se usan frecuentemente para el tratamiento de infecciones generadas por estas bacterias. Además, se ha reportado que pueden ser sensibles a algunos fármacos como bencilpenicilina, ampicillina, cefalotina, rifampicina y minociclina.